# 允禔
允禔（穆麟德轉寫：Yūn Jy；1672年3月12日—1735年1月7日；另一说1672年2月14日生），愛新覺羅氏，本名胤禔（穆麟德轉寫：In Jy），乳名保清。康熙帝長子，母為惠妃那拉氏，其弟雍正帝登基後，因避諱而奉命改「胤」字為「允」，因而官書均書「允禔」。

## 生平
康熙十一年二月十四日午時（1672年3月12日）出生，因康熙帝最早出生的四個兒子皆夭殤而依照規定不序齒，故允禔為康熙帝名義上的長子。幼年依照慣例養於宮外，允禔養在成妃叔伯内务府总管噶禄家中。1677年8月，那拉氏被册封“惠嫔”后，回到生母身边。
康熙二十九年（1690年），康熙帝命大阿哥允禔為裕親王福全的副將共同抵禦蒙古噶爾丹，因二人不協調，允禔被召還。
康熙三十五年（1696年），跟從康熙帝征討噶爾丹。
康熙三十七年（1698年），允禔被封為直郡王。
康熙四十七年（1708年），太子允礽被廢，允禔推舉皇八子允禩，並奏稱允礽行為卑鄙、已失人心，願為皇父誅殺允礽，康熙反怒斥允禔凶頑愚昧。之後，皇三子允祉向康熙告發胤禔用喇嘛巴漢格隆魘術詛咒允礽之事，康熙遂下旨將允禔革去直郡王，幽禁高牆嚴加看守。
雍正十二年十二月十四日（1735年1月7日）逝世，而《中國考古集成》則述是該年十一月初一逝世，享年六十二歲。直郡王府舊址，今位於北京市西城區西直門內前半壁街。

## 家庭
胤禔有13子2女，除次子弘昉、三子弘暐、十三子弘晌外，史无记载，不详。

### 待考
根據康熙四十五年玉牒的記載，第一子多羅直郡王允禔位下尚有庶妃魏氏，原任包衣大阿琳之女，以及庶妃吴雅氏，八品和寧大吴達哈之女，待考。

## 影視形象
- 譚榮傑-滿清十三皇朝
- 張洪英-江湖奇俠傳
- 陈之辉-皇太子秘史
- 黃允材-九王奪位
- 吳雨楓-深宮諜影
- 楊曉波-步步驚心
- 張彥春-雍正王朝
- 高田昊-康熙王朝
- 只有在劇中提及，未現身。-宮鎖心玉

## 延伸阅读
[在维基数据编辑]
 《清史稿/卷220》，出自趙爾巽《清史稿》